# P.E.N.
P.E.N. je kratica za međunarodno udruženje književnika: pjesnika, esejista i pisaca. Puni naziv udruge glasi na engleskom Poets Essayists and Novelists. Udruga se sastoji od pojedinih jedinica (PEN centara), koji djeluju u okviru pojedinih zemalja i komuniciraju izravno ili preko svoje centrale PEN-a u London u s drugima. 

## Povijest
Prvi PEN Centar je osnovala u Londonu 1921., književnica Catherine Amy Dawson Scott, a John Galsworthy je bio prvi predsjednik ove organizacije. Među prvim članovima bili su Joseph Conrad, Elizabeth Craig, George Bernard Shaw i H.G. Wells.
Članovi iz 15 nacionalnih klubova osnivaju u Berlinu 1926., krovnu organizaciju International PEN, koja je poslije ovoga imala sjedište u Londonu. Do 2005. formirano je 135 centara u više od 100 država. Neki od poznatih predsjednika međunarodnog P.E.N.-a bili su Alberto Moravia, Heinrich Böll, Arthur Miller, Pierre Emmanuel, Mario Vargas Llosa i György Konrád.

## Vanjske poveznice
- Hrvatski P.E.N.